# 차이줘옌
채탁연(중국어: 蔡卓妍, 병음: Cài Zhuō yán 차이줘옌[*], 광둥어: Choi Cheuk yin 초이척인, 영어: Charlene Choi 샬린 초이[*], 1982년 11월 22일~ )은 캐나다 밴쿠버 출신으로 홍콩의 2인조 여성 그룹 트윈스 출신의 가수 겸 배우이다. 별명은 아Sa(阿Sa).

## 음반

### 개인 음반
- Make A Wish (AVCD, 광동어)(2008년)
- 이결일(二缺一) (Album + DVD, 국어/광동어)(2009년)
- Another Me (EP + DVD, 광동어)(2009년)
- As a Sa (Album + DVD, 국어)(2010년)
- Beautiful Remains（EP+DVD, 광동어)（2010년）
- Sweetest Day（Single+DVD, 광동어)（2011년）

나머지 음반들은 트윈스 음반 참조...

### 참여곡
- 어단가(魚蛋歌) - 지See구Bi Family36계 O.S.T (Feat. 고영) (2005년)
- 애(愛) - 영화 '삼장법사의 모험(情癲大聖)' 삽입곡 (국어/광동어) (Feat. 사정봉) (2005년)
- 정성(情聖) - 영화 '삼장법사의 모험(情癲大聖)' 삽입곡 (Feat. 사정봉) (2005년)
- 십항전능(十項全能) - 2008 북경 올림픽 기념곡 (국어/광동어) (Feat. 성룡, 사정봉, 용조아, 정희이, 영아, 임봉, 황요명, 전량, 이준기) (2008년)
- Make A Wish(Joy and Peace Remix) (2009년)
- 층출세계(衝出世界) - 2009 동아시아게임 기념곡 (2009년)
- 창왕09(唱旺09) - 창왕09 신년 정선집 (Feat. 임봉, 영아, 종서만, 진위정, 장치항, 왕조람) (2009년)
- 일직도재(一直都在) - 영화 '비취명주(翡翠明珠)' 주제곡 (국어/광동어) (Feat. 임봉) (2010년)
- 력력토복성(叻叻兔福星) - 력력토복성 신년 정선집(Feat. 왕조람, 두문택) (2011년)
- 어락무궁(魚樂無窮) - 2011년 영황 베스트 앨범 신곡 (2011년)

### 작사 및 작곡
- 애(愛) - 영화 '삼장법사의 모험(情癲大聖)' 삽입곡 (광동어 작사)
- 니불시호정인(你不是好情人) - 영화 '다이어리(妄想)' 삽입곡 (작곡)
- 포랍격지연(布拉格之戀) (작곡)
- 방득저(放得低) (작곡)
- Rainbow (작곡)

## 주요 출연 작품

### 영화
- 아저씨, 우리 결혼할까요? (我老婆唔夠秤, My Wife is 18)(2002년)
- 하일참천후 (下一站…天后, Diva, Ah Hey)(2003년)
- 트윈 이펙트 (千機變, Twins Effect)(2003년)
- 트윈 이펙트2(은신협) (千機變Ⅱ之花都大戰, The Twins EffectⅡ)(2004년)
- 뉴 폴리스 스토리 (新警察故事, New Police Story)(2004년) - 우정출연
- 삼장법사의 모험 (情癲大聖, A Chinese Tall Story)(2005년)
- 재설일차아애니 (再說一次我愛你, All About Love)(2006년)
- BB 프로젝트 (寶貝計劃, Rob-B-Hood)(2006년)
- 다이어리 (妄想, Diary)(2006년) - 영나 역 : 2007년 부천판타스틱영화제 초청작으로 여우주연상을 수상했다
- 쌍자신투 (雙子神偷, Twins Mission)(2006년)
- 반짝이는 붉은 별 (閃閃的紅星之孩子的天空 , Sparkling Red Star)(2007년)
- 첨심분사왕 (甜心粉絲王, Super Fans)(2007년)
- 희왕지왕 (戲王之王, Simply Actors)(2007년)
- 쿵후덩크 (功夫灌籃, Kung Fu Dunk)(2008년) - 릴리 역
- 무협양축 검접 (武俠梁祝, Butterfly Lovers)(2008년) - 축언지 역
- 풍운2 (風雲Ⅱ, The Storm WarriorsⅡ)(2009년) - 이몽 역
- 가유희사2009 (家有囍事2009, All's Well, Ends Well 2009)(2009년) - 우정출연
- 비취명주 (翡翠明珠, The Jade and the Pearl)(2010년)
- 백사전설 (白蛇传说, The Sorcerer and the White Snake)(2011년) - 소청 역
- 재신객잔 (財神客棧, God of Fortune's Inn)(2011년)
- 초야: 맛의 유혹 (非分熟女, TThe Lady Improper)(2019년)
- 골드핑거 (金手指, The Goldfinger)(2023년) - 장지아웬 역

### 드라마
- 호규대명성 (呼叫大明星, Calling For Love)(2009년)
- 검협정연 (劍俠情緣, Sword Heroes' Fate)(2010년)

## 기타
2002년 홍관 체육관에서 트윈스의 Ichiban 흥분 콘서트가 열렸는데, 당시 채탁연은 홍콩 여자 가수 중 최연소인 만 19세에 홍관에서 공연하는 기록을 세웠다. 이 기록은 2011년 덩쯔치에 의해 깨지게 된다.
2008년 초 중신퉁(종흔동)이 진관희와의 성관계 사진유출 파문에 연루되면서 비륜해의 오존과 찍기로 예정되어 있었던 영화 '검접' 의 여주인공이 중신퉁에서 채탁연으로 바뀐다. 이후 트윈스는 팀 이름만 유지하고 채탁연과 중신퉁은 각기 솔로 활동에 들어간다.
한편 채탁연은 2004년부터 정중기와 끊임없는 열애설이 있었는데 그때마다 두 사람은 모두 부인했다. 그러나 2006년 미국 로스앤젤레스에서 비밀리에 혼인신고를 했음이 밝혀졌고 2009년 3월, 기자회견을 통해 합의 이혼 발표를 했다.
2010년 10월, 채탁연은 자신의 시나 웨이보를 통해 소속사 후배인 가수 진위정과 교제하고 있음을 밝혔다.

## 같이 보기
- 중신퉁
- 트윈스